# Joe Smith

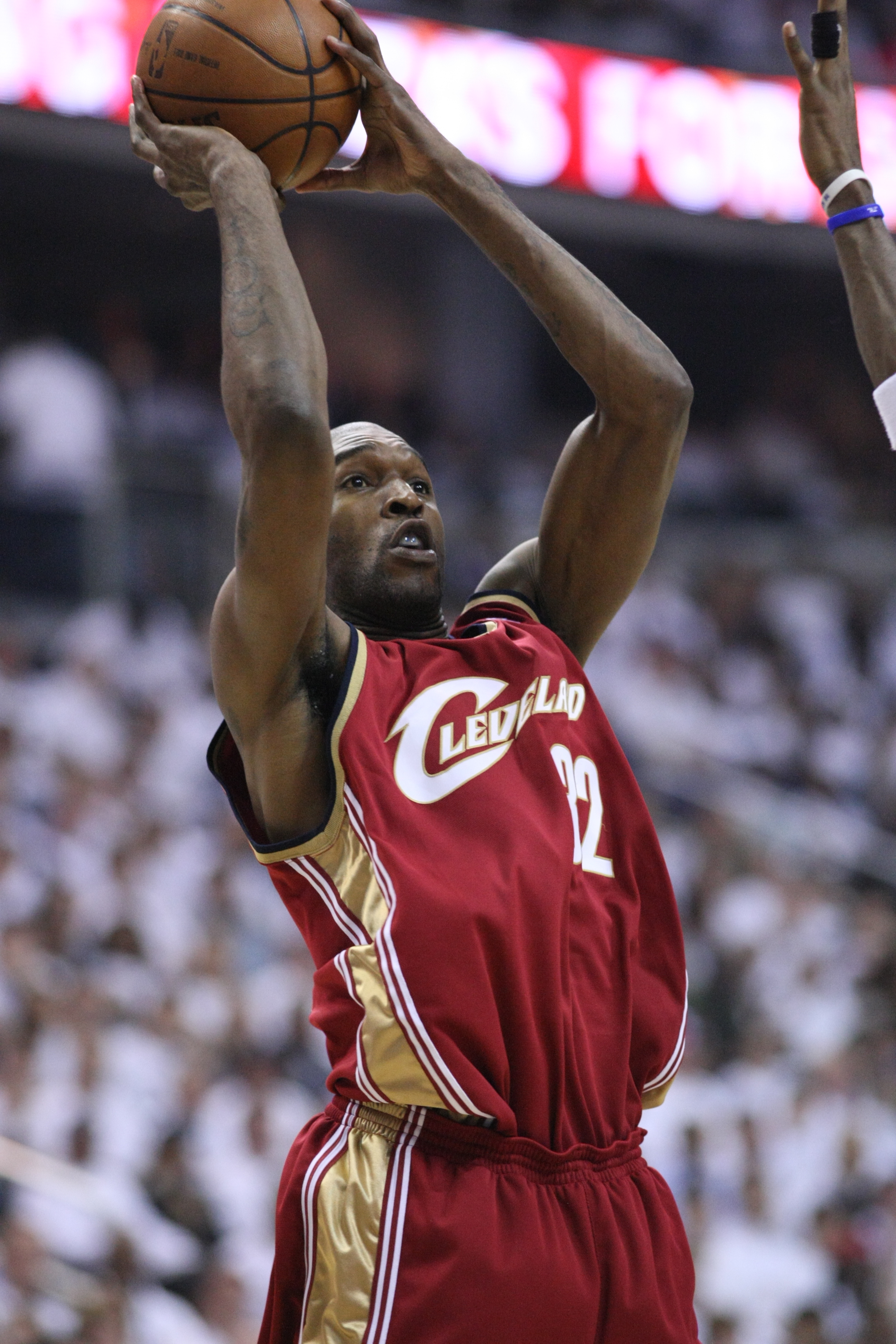
Joe Smith

Joseph Leynard Smith (Norfolk, 26 de julho de 1975) é um ex-basquetebolista profissional norte-americano.

## Estatísticas

### Temporada regular
| Ano     | Equipe        | PJ    | PT  | MPP  | %TC  | %3P   | %TL   | RPP | APP | ROB | TPP | PPP  |
| ------- | ------------- | ----- | --- | ---- | ---- | ----- | ----- | --- | --- | --- | --- | ---- |
| 1995–96 | Golden State  | 82    | 82  | 34.4 | .458 | .357  | .773  | 8.7 | 1.0 | 1.0 | 1.6 | 15.3 |
| 1996–97 | Golden State  | 80    | 80  | 38.6 | .454 | .261  | .814  | 8.5 | 1.6 | .9  | 1.1 | 18.7 |
| 1997–98 | Golden State  | 49    | 49  | 33.6 | .429 | .000  | .769  | 6.9 | 1.4 | .9  | .8  | 17.3 |
| 1997–98 | Philadelphia  | 30    | 6   | 23.3 | .448 | .000  | .788  | 4.4 | .9  | .6  | .4  | 10.3 |
| 1998–99 | Minnesota     | 43    | 42  | 33.0 | .427 | .000  | .755  | 8.2 | 1.6 | .7  | 1.5 | 13.7 |
| 1999–00 | Minnesota     | 78    | 9   | 25.3 | .464 | 1.000 | .756  | 6.2 | 1.1 | .6  | 1.1 | 9.9  |
| 2000–01 | Detroit       | 69    | 59  | 28.1 | .403 | .000  | .805  | 7.1 | 1.1 | .7  | .7  | 12.3 |
| 2001–02 | Minnesota     | 72    | 63  | 26.7 | .511 | .667  | .830  | 6.3 | 1.1 | .5  | .8  | 10.7 |
| 2002–03 | Minnesota     | 54    | 21  | 20.7 | .460 | .000  | .779  | 5.0 | .7  | .3  | 1.0 | 7.5  |
| 2003–04 | Milwaukee     | 76    | 76  | 29.7 | .439 | .200  | .859  | 8.5 | 1.0 | .6  | 1.2 | 10.9 |
| 2004–05 | Milwaukee     | 74    | 73  | 30.6 | .514 | .000  | .768  | 7.3 | .9  | .6  | .5  | 11.0 |
| 2005–06 | Milwaukee     | 44    | 5   | 20.2 | .475 | .000  | .774  | 5.2 | .7  | .6  | .3  | 8.6  |
| 2006–07 | Denver        | 11    | 0   | 13.5 | .479 | .000  | .833  | 3.6 | .3  | .6  | .6  | 5.1  |
| 2006–07 | Philadelphia  | 54    | 11  | 25.1 | .445 | .000  | .846  | 6.7 | .9  | .6  | .4  | 9.2  |
| 2007–08 | Chicago       | 50    | 35  | 22.9 | .466 | .000  | .807  | 5.3 | .9  | .5  | .6  | 11.2 |
| 2007–08 | Cleveland     | 27    | 1   | 21.5 | .512 | .000  | .652  | 5.0 | .7  | .3  | .6  | 8.1  |
| 2008–09 | Oklahoma City | 36    | 3   | 19.1 | .454 | .500  | .704  | 4.6 | .7  | .3  | .7  | 6.6  |
| 2008–09 | Cleveland     | 21    | 0   | 19.5 | .496 | .333  | .750  | 4.7 | .8  | .3  | .7  | 6.5  |
| 2009–10 | Atlanta       | 64    | 1   | 9.3  | .399 | .143  | .813  | 2.5 | .3  | .1  | .3  | 3.0  |
| 2010–11 | New Jersey    | 4     | 3   | 6.1  | .250 | .000  | .000  | .8  | .3  | 0   | 0   | 0.5  |
| 2010–11 | L.A. Lakers   | 12    | 0   | 3.7  | .167 | .000  | 1.000 | 1.5 | .3  | 0   | .3  | 0.5  |
| Total   |               | 1,030 | 619 | 26.2 | .455 | .238  | .790  | 6.4 | 1.0 | .6  | .8  | 10.9 |

### Playoffs
| Ano   | Equipe      | PJ | PT | MPP  | %TC  | %3P  | %TL   | RPP  | APP | ROB | TPP | PPP  |
| ----- | ----------- | -- | -- | ---- | ---- | ---- | ----- | ---- | --- | --- | --- | ---- |
| 1999  | Minnesota   | 4  | 4  | 30.0 | .297 | .000 | .727  | 6.5  | 1.3 | .5  | 2.0 | 7.5  |
| 2000  | Minnesota   | 4  | 0  | 19.8 | .471 | .000 | 1.000 | 3.0  | .3  | .8  | .2  | 4.5  |
| 2002  | Minnesota   | 3  | 1  | 14.3 | .429 | .000 | .875  | 3.7  | .0  | .0  | .3  | 4.3  |
| 2003  | Minnesota   | 5  | 1  | 8.0  | .667 | .000 | 1.000 | 1.2  | .0  | .2  | .2  | 2.8  |
| 2004  | Milwaukee   | 5  | 5  | 35.0 | .491 | .000 | .923  | 10.0 | .4  | .8  | 2.0 | 13.2 |
| 2006  | Milwaukee   | 5  | 0  | 21.2 | .485 | .000 | .667  | 5.4  | .6  | .4  | .4  | 7.6  |
| 2008  | Cleveland   | 13 | 0  | 20.2 | .486 | .000 | .636  | 4.6  | .5  | .4  | .5  | 6.6  |
| 2009  | Cleveland   | 13 | 0  | 16.8 | .460 | .600 | .793  | 3.7  | .2  | .5  | .5  | 5.5  |
| 2010  | Atlanta     | 5  | 0  | 4.8  | .000 | .000 | .000  | .4   | .0  | .0  | .2  | .0   |
| 2011  | L.A. Lakers | 5  | 0  | 2.2  | .000 | .000 | .000  | .2   | .0  | .0  | .2  | .0   |
| Total |             | 62 | 11 | 17.4 | .451 | .375 | .780  | 3.9  | .3  | .4  | .6  | 5.4  |

## Ligações Externas
- Perfil na NBA